# Erweiterte symbolische Methode der Wechselstromtechnik
Die Erweiterte symbolische Methode der Wechselstromtechnik ist eine Verallgemeinerung der komplexen Wechselstromrechnung auf exponentiell anschwellende und abklingende sinusförmige Signale. Dadurch erfolgt der Übergang von der imaginären Frequenz {\displaystyle j\omega } auf die komplexe Frequenz {\displaystyle s=\sigma +j\omega }. Diese formale Erweiterung hat verschiedene Vorteile für die theoretische Behandlung von Wechselstromnetzwerken, insbesondere für die Schaltungssynthese. Gleichzeitig harmoniert diese Darstellung mit den Ergebnissen der Laplace-Transformation und der Operatorenrechnung nach Mikusiński.

## Voraussetzungen
Zum Verständnis der folgenden Ausführungen sind Kenntnisse über komplexe Zahlen, elektrische Netzwerke und die komplexe Wechselstromrechnung notwendig.
So wie für die in der Praxis etablierte komplexe Wechselstromrechnung gilt auch für ihre Erweiterung:
- Beide Methoden sind nur für lineare zeitinvariante Systeme anwendbar.
- Es kann nur der sogenannte eingeschwungene Zustand ermittelt werden.

## Signale
Die erweiterte symbolische Methode der Wechselstromtechnik geht von exponentiell ansteigenden bzw. abklingenden sinusförmigen Eingangssignalen aus. Im eingeschwungenen Zustand eines linearen zeitinvarianten Systems treten dann innerhalb des Systems nur eben solche Signale mit gleicher Frequenz {\displaystyle \omega } und gleicher Hüllkurvenkonstante {\displaystyle \sigma } auf. Praktisch haben allerdings derartige Signale kaum Bedeutung, aber ihre Betrachtung bringt verschiedene mathematische Vorteile. Setzt man {\displaystyle \sigma } gleich 0, erhält man sofort die üblichen sinusförmigen Signale. Im Folgenden wird beispielhaft immer die Spannung betrachtet, obwohl alle Aussagen natürlich auch für den Strom und andere physikalische Größen gelten.

## Mathematische Basis
Ausgangspunkt sind die aus der Eulerschen Formel ableitbaren Beziehungen
{\displaystyle \cos \varphi ={\frac {e^{j\varphi }+e^{-j\varphi }}{2}}=\operatorname {Re} (e^{j\varphi })}
und
{\displaystyle \sin \varphi ={\frac {e^{j\varphi }-e^{-j\varphi }}{2j}}=\operatorname {Im} (e^{j\varphi })}.
Diese gestatten die Darstellung der Winkelfunktionen als Überlagerung von zwei Exponentialfunktionen mit imaginärem Argument.
Damit ergibt sich beispielsweise für eine verallgemeinerte durch {\displaystyle \sigma } charakterisierte exponentiell ansteigende oder abfallende sinusförmige Wechselspannung
{\displaystyle u(t)={\hat {U}}e^{\sigma t}\cos {(\omega t+\varphi _{0})}={\hat {U}}\cdot {\frac {e^{\sigma t+j{(\omega t+\varphi _{0})}}+e^{\sigma t-j{(\omega t+\varphi _{0})}}}{2}}=\operatorname {Re} ({\hat {U}}{e^{\sigma t+j(\omega t+\varphi _{0})}})}
bzw.
{\displaystyle u(t)={\hat {U}}e^{\sigma t}\sin {(\omega t+\varphi _{0})}={\hat {U}}\cdot {\frac {e^{\sigma t+j{(\omega t+\varphi _{0})}}-e^{\sigma t-j{(\omega t+\varphi _{0})}}}{2j}}=\operatorname {Im} ({\hat {U}}{e^{\sigma t+j(\omega t+\varphi _{0})}})}.
{\displaystyle \omega } – Kreisfrequenz der Kosinusschwingung
{\displaystyle \sigma } – Abklingkonstante
{\displaystyle \varphi _{0}} – Nullphasenwinkel
Ein reales Signal setzt sich also aus zwei komplexen Signalen zusammen. Dabei ist der rechte Term genau der konjugiert komplexe linke Term. Wegen des geltenden Überlagerungssatzes reicht es aus, alle Berechnungen nur mit dem linken Term auszuführen und am Ende vom Ergebnis den Real- bzw. Imaginärteil zu verwenden.

## Komplexe Spannung und komplexer Strom
Man führt deshalb die komplexe Spannung (bzw. den komplexen Strom) ein:
{\displaystyle {\underline {u}}(t)={\hat {U}}\cdot {e^{\sigma t+j{(\omega t+\varphi _{0})}}}}.
Wie aus der komplexen Wechselstromrechnung bekannt ist, lassen sich mit derartigen komplexen Signalen die Probleme der (linearen) Wechselstromschaltungen wesentlich einfacher lösen, als mit den (realen) trigonometrischen Funktionen.

## Komplexe Amplituden
Mit der schon in der komplexen Wechselstromrechnung verwendeten zeitunabhängigen komplexen Amplitude
{\displaystyle {\underline {U}}={\hat {U}}\cdot {e^{j\varphi _{0}}}}
kann man schreiben
{\displaystyle {\underline {u}}(t)={\underline {U}}\cdot {e^{(\sigma +j{\omega )t}}}}.

## Komplexe Frequenz
Als Abkürzung führt man schließlich die komplexe Frequenz {\displaystyle s=\sigma +j\omega } (in der Literatur werden auch die Symbole {\displaystyle p} oder {\displaystyle \lambda } verwendet) ein und erhält dann für die komplexe Spannung
{\displaystyle {\underline {u}}(t)={\underline {U}}\cdot {e^{st}}}.
Mit dieser Signaldarstellung kann nun die Berechnung der gesuchten komplexen Signale erfolgen. 

## Rücktransformation
Um die gesuchte reale Spannung (bzw. den realen Strom) zu erhalten, braucht man nach der Berechnung des gesuchten komplexen Signals nur dessen konjugiert komplexes Signal zu addieren (beim Kosinus) oder zu subtrahieren (beim Sinus) und durch 2 bzw. durch 2j zu teilen. Das Gleiche erreicht man einfacher durch Realteil- bzw. Imaginärteilbildung:
{\displaystyle u(t)={\frac {{\underline {u}}(t)+{\underline {u}}^{*}(t)}{2}}=\operatorname {Re} ({\underline {u}}(t))}
bzw.
{\displaystyle u(t)={\frac {{\underline {u}}(t)-{\underline {u}}^{*}(t)}{2j}}=\operatorname {Im} ({\underline {u}}(t))}
Es hat sich gezeigt, dass diese Rücktransformation in der Praxis aber gar nicht nötig ist, denn aus der komplexen Amplitude des Ergebnisses sind Betrag und Nullphase sofort ablesbar.

## Differentialoperator
Während in der komplexen Wechselstromrechnung als Differentialoperator der rein imaginäre Ausdruck {\displaystyle j\omega } verwendet wird (weshalb die komplexe Wechselstromrechnung oft auch {\displaystyle j\omega }-Rechnung genannt wird), tritt jetzt die komplexe Frequenz s als Differentialoperator auf, denn es gilt z. B.:
{\displaystyle {\frac {d{\underline {u}}(t)}{dt}}={\frac {d}{dt}}({\underline {U}}\cdot e^{st})={\underline {U}}\cdot {\frac {d}{dt}}(e^{st})={\underline {U}}\cdot s\cdot e^{st}=s\cdot ({\underline {U}}\cdot e^{st})=s\cdot {\underline {u}}(t)}

## Impedanz- und Admittanzfunktion
Wie in der komplexen Wechselstromrechnung definiert man die Impedanzfunktion eines Zweipols als
{\displaystyle {\underline {Z}}={\frac {{\underline {u}}(t)}{{\underline {i}}(t)}}={\frac {\underline {U}}{\underline {I}}}}.
Als Admittanzfunktion bezeichnet man den Kehrwert der Impedanzfunktion.
Damit erhält man folgende elementaren Impedanzfunktionen:
- ohmscher Widerstand R:
{\displaystyle {\underline {Z_{R}}}={\frac {\underline {u}}{\underline {i}}}=R}

- Induktivität L:
{\displaystyle {\underline {Z_{L}}}={\frac {\underline {u}}{\underline {i}}}={\frac {L\cdot {\frac {d{\underline {i}}}{dt}}}{\underline {i}}}={\frac {sL\cdot {\underline {i}}}{\underline {i}}}=sL}

- Kapazität C:
{\displaystyle {\underline {Z_{C}}}={\frac {\underline {u}}{\underline {i}}}={\frac {\underline {u}}{C\cdot {\frac {d{\underline {u}}}{dt}}}}={\frac {\underline {u}}{sC\cdot {\underline {u}}}}={\frac {1}{sC}}}

Die Impedanz- bzw. Admittanzfunktionen komplexer Schaltungen werden „wie üblich“ berechnet (und oft einfach nur abgelesen):
- Reihenschwingkreis: {\displaystyle {\underline {Z}}=R+sL+{\frac {1}{sC}}}
- Parallelschwingkreis: {\displaystyle {\underline {Y}}=G+sC+{\frac {1}{sL}}}

Beliebig komplizierte Impedanz- bzw. Admittanzfunktionen nennt man Zweipolfunktionen. Sie können als gebrochen rationale Funktion in s dargestellt werden und sind die Basis für die Netzwerksynthese. Insbesondere lassen sich diese Funktionen im Pol-Nullstellen-Diagramm übersichtlich darstellen.